# Corethrogyne filaginifolia
Corethrogyne filaginifolia là một loài thực vật có hoa trong họ Cúc. Loài này được (Hook. & Arn.) Nutt. mô tả khoa học đầu tiên năm 1840.